# Kamień z Bat Creek

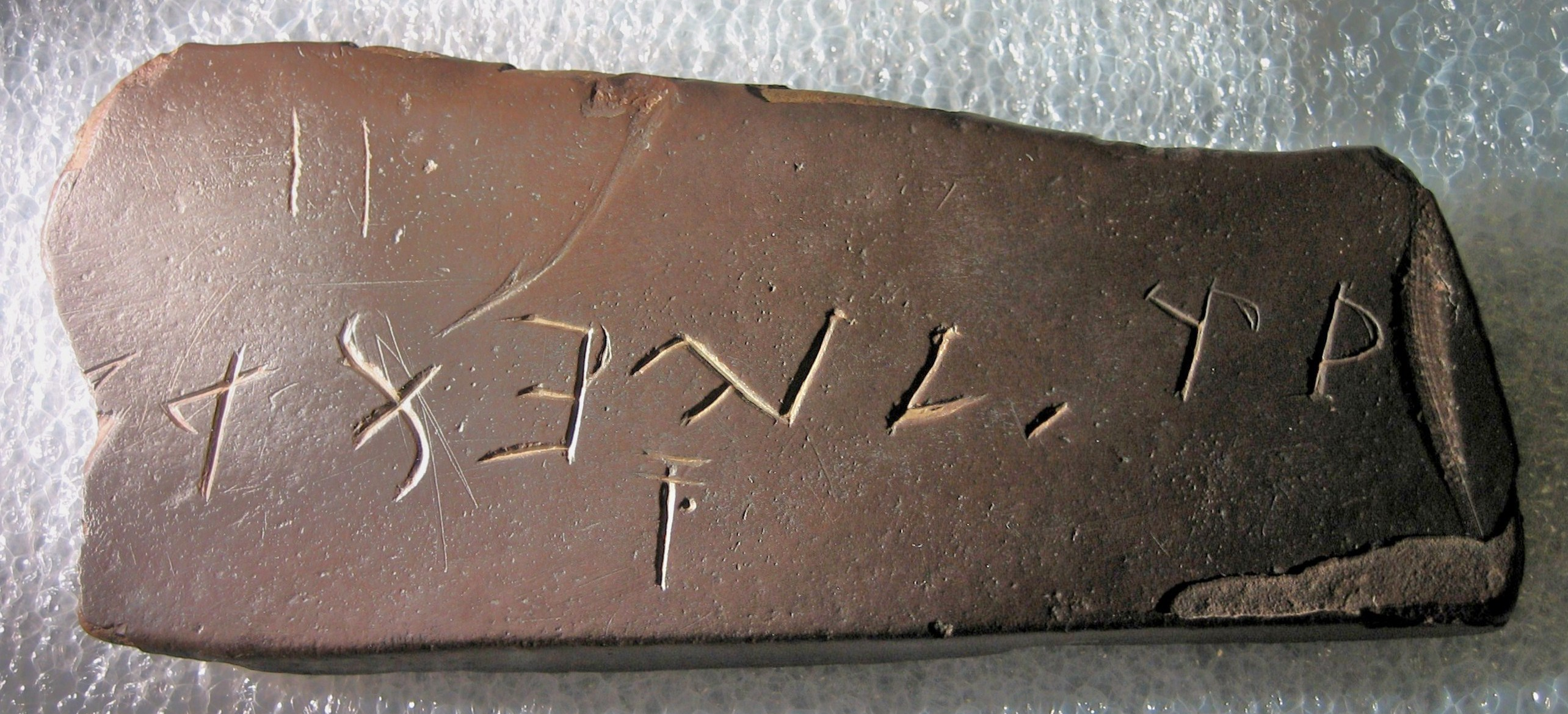
Kamień z Bat Creek

Kamień z Bat Creek – domniemany zabytek prekolumbijski w postaci pokrytego tajemniczą inskrypcją kamienia, uważany powszechnie za fałszerstwo archeologiczne.

## Historia kamienia
W latach 80. XIX wieku grupa archeologów ze Smithsonian Institution pod kierownictwem Cyrusa Thomasa prowadziła prace wykopaliskowe w indiańskich kopcach grobowych w Bat Creek w hrabstwie Loudon w stanie Tennessee. John Emmert, współpracownik Thomasa, podczas ekskawacji jednego z kopców znalazł złożone pod ludzką czaszką dwie mosiężne bransolety oraz kamień pokryty inskrypcją w nieznanym piśmie. Tajemnicze znalezisko ze względu na swoją unikatowość szybko zdobyło rozgłos. Sam Thomas był sceptyczny wobec domniemanego odkrycia, uznając iż napis został wykonany w opracowanym przez Sekwoję sylabariuszu czirokeskim i nie może wobec tego liczyć sobie więcej niż kilkadziesiąt lat.
W 1970 roku znalezisko przebadał kontrowersyjny filolog hebrajski Cyrus Gordon, zwolennik tezy o istnieniu kontaktów transatlantyckich w starożytności, który stwierdził iż napis został wykonany w języku hebrajskim i pochodzi z początku naszej ery. Teorię tę podchwycili zwolennicy historii alternatywnej tacy jak Barry Fell, twierdząc że jest to dowód na starożytną kolonizację Ameryki przez Semitów. Powoływali się przy tym na datowanie radiowęglowe szczątków drewna z kurhanu, datowanych na 1200–1900 lat, dowodząc iż znalezione wraz z nimi kamień i bransolety muszą być równie stare.

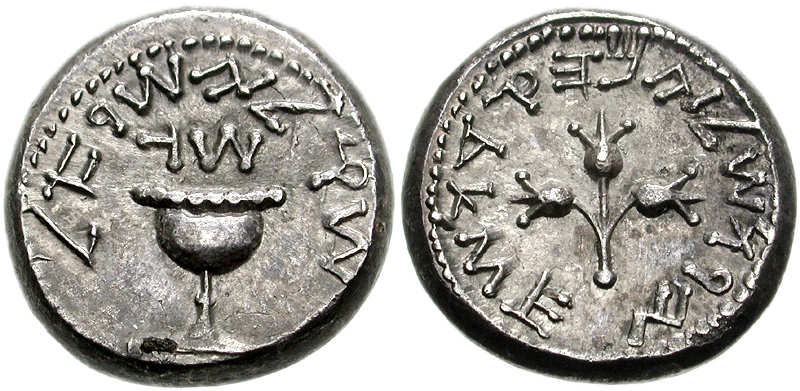
Żydowskie monety z I wieku n.e., z napisami przypominającymi znajdujące na kamieniu z Bat Creek

Archeologowie Robert Mainfort i Mary Kwas stwierdzili, iż napis na kamieniu z Bat Creek jest identyczny z pojawiającym się na hebrajskiej monecie z czasów powstania żydowskiego z lat 66–73 i najprawdopodobniej został przerysowany z ilustracji w książce General History, Cyclopaedia, and Dictionary of Freemasonry z 1870 roku. Towarzyszące kamieniowi bransolety zostały wykonane z nieznanego Indianom mosiądzu, a stylistyka wykonania nie pozwala na umieszczenie ich w żadnym konkretnym kontekście archeologicznym. Krytycy zwracają uwagę na wątpliwe motywacje odkrywcy znaleziska. Emmert nadużywał alkoholu, co powodowało nieustanne spięcia z Thomasem. Być może dokonane na własną rękę spektakularne odkrycie miało na celu przypodobanie się przełożonemu. Emmert nie udokumentował także swojej pracy, nie wykonując żadnych notatek czy mapy badanego stanowiska, nagłaśniając znalezisko już po jego „wydobyciu”.